# RPG-7
RPG-7（俄语：РПГ-7）是一種被廣泛使用的無導向肩托式反坦克火箭推進榴彈。

## 歷史
RPG-7的出現取代了其前身RPG-2，由玄武岩設計局生產，其GRAU代號是6G3。

## 設計
RPG-7的定时自毁设置为4.5秒，因此其最大射程为920米-1000米，能够发射标准和双联高爆反坦克(HEAT)弹、高爆/破片弹和温压弹头，其穿甲能力依据目标距离不同，轧制均质装甲穿深350毫米到400毫米，PG-7VR型号的穿甲弹的穿深达到600毫米（有反应装甲）与750毫米（无反应装甲）。
RPG-7的发射筒采用了合金钢，减轻了重量，並增加了火箭增程发动机，弹体飞离发射筒25米左右，开始点燃工作；它的前一代RPG-2没有火箭增程发动机，完全靠推进剂在发射筒内燃烧获得的初速。

## 衍生型
目前世界上至少有40個國家有使用RPG-7，並由多個國家，包括保加利亞、中華人民共和國、伊朗、伊拉克、緬甸、羅馬尼亞及巴基斯坦，進行授權生產或仿製。

### Tip-57
阿爾巴尼亞的本土生產型。

### 69式火箭筒
中國的本土生產型。

### ATGL-L
保加利亞的本土生產型。

### PG-7
埃及的本土生產型。

### 68式7號發射管
北韓的本土生產型。

### AG-7
羅馬尼亞的本土生產型。

### Sinar
蘇丹的本土生產型。

### B41
越南的本土生產型。

### PSRL-1
美國AirTronic USA公司的RPG-7改型（前稱RPG-7USA）。
該版本改用沿自M4卡賓槍的手槍握把、垂直式輔助握把和伸縮式槍托，並設有北約標準的Mil-Std-1913皮卡汀尼導軌。

## 採用
作為一款高度實用且價格低廉的單兵武器，和AK系列自動步槍一樣，RPG-7被許多第三世界國家或者反政府武裝部隊、步兵及游擊隊，甚至有西方國家的軍隊也有使用，使它成為目前最廣泛使用的反坦克武器之一。
從阿富汗到索馬里，由車臣到安哥拉，堅固耐用、使用簡單、價格便宜和有效的RPG-7同時受到非正規軍和游擊隊以至恐怖分子的歡迎，因此RPG-7至推出之後差不多都參與過所有自1960年代起的衝突。
在RPG產品系列中，RPG-7在世界的衝突地區出現最為頻繁，並和AK系列自動步槍一樣，在其問世以來至今的國際武裝衝突和不對稱戰爭中，扮演著無可替代的角色。

## 使用國

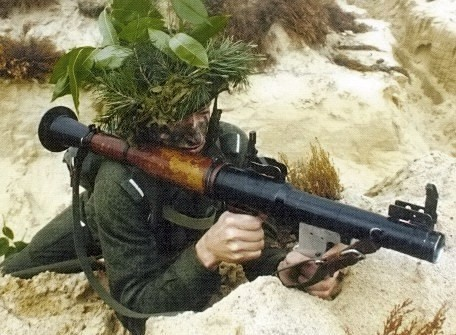
士兵使用RPG-7

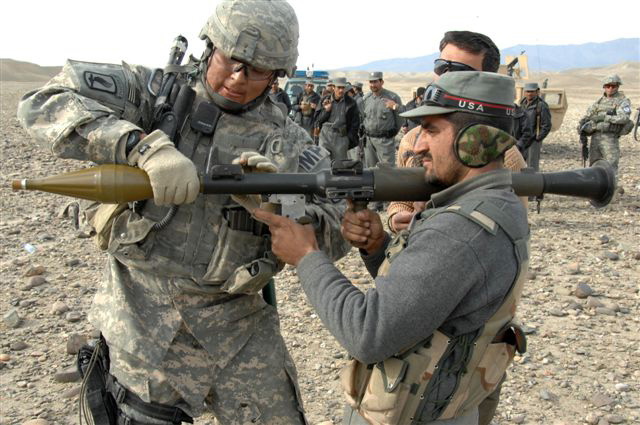
阿富汗警察在美軍的指導下使用RPG-7

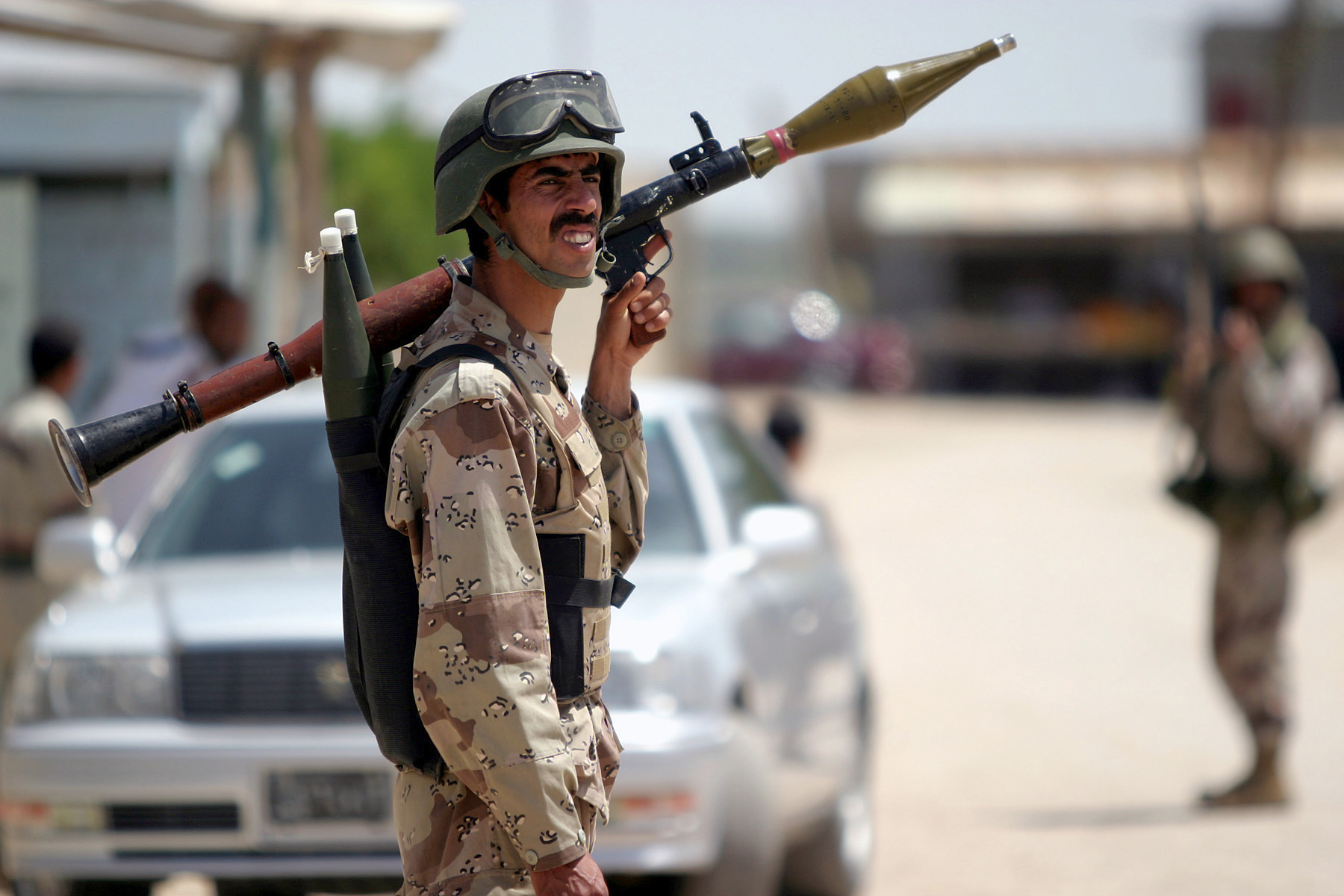
手持RPG-7的伊拉克士兵

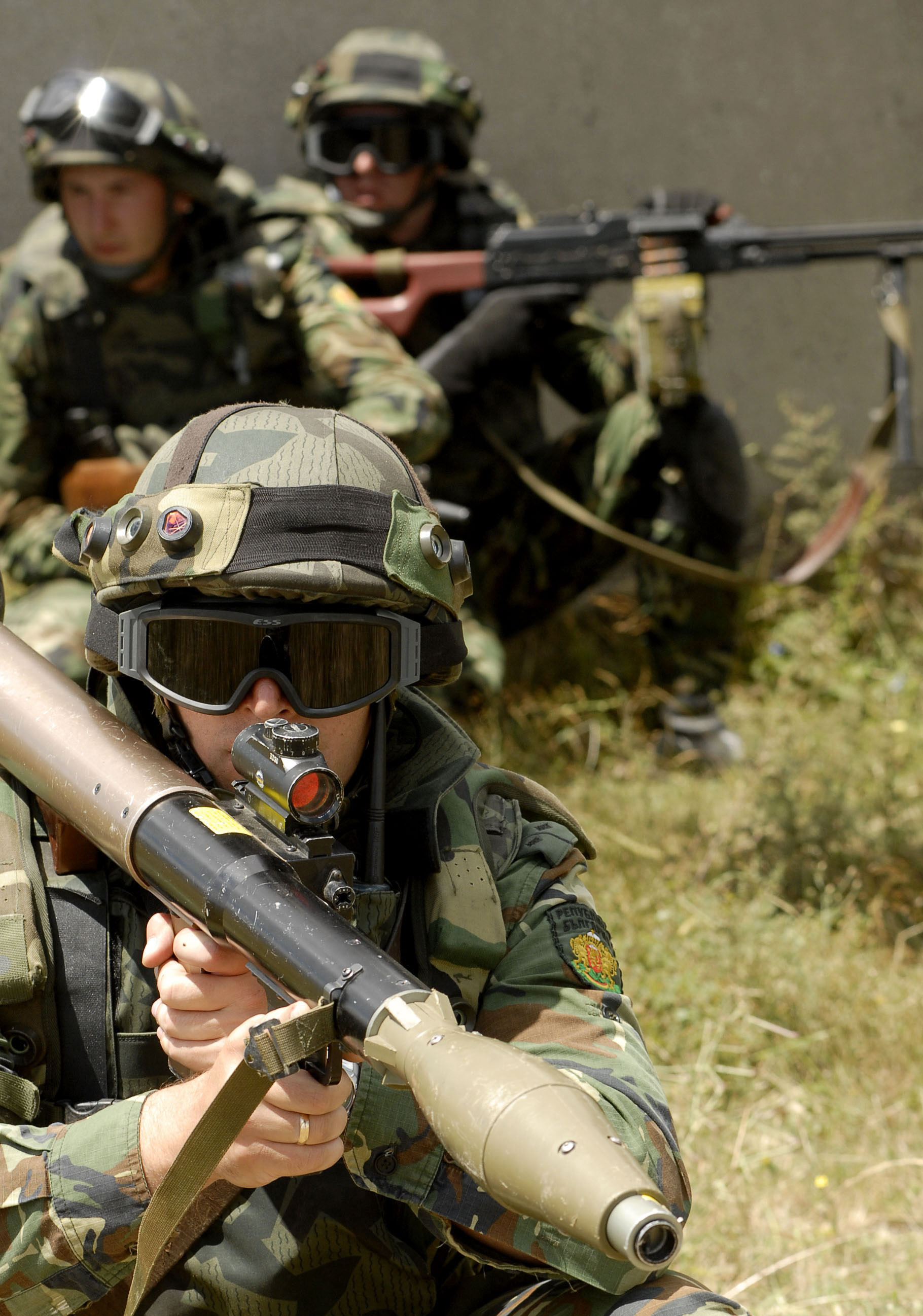
保加利亞版本的RPG-7

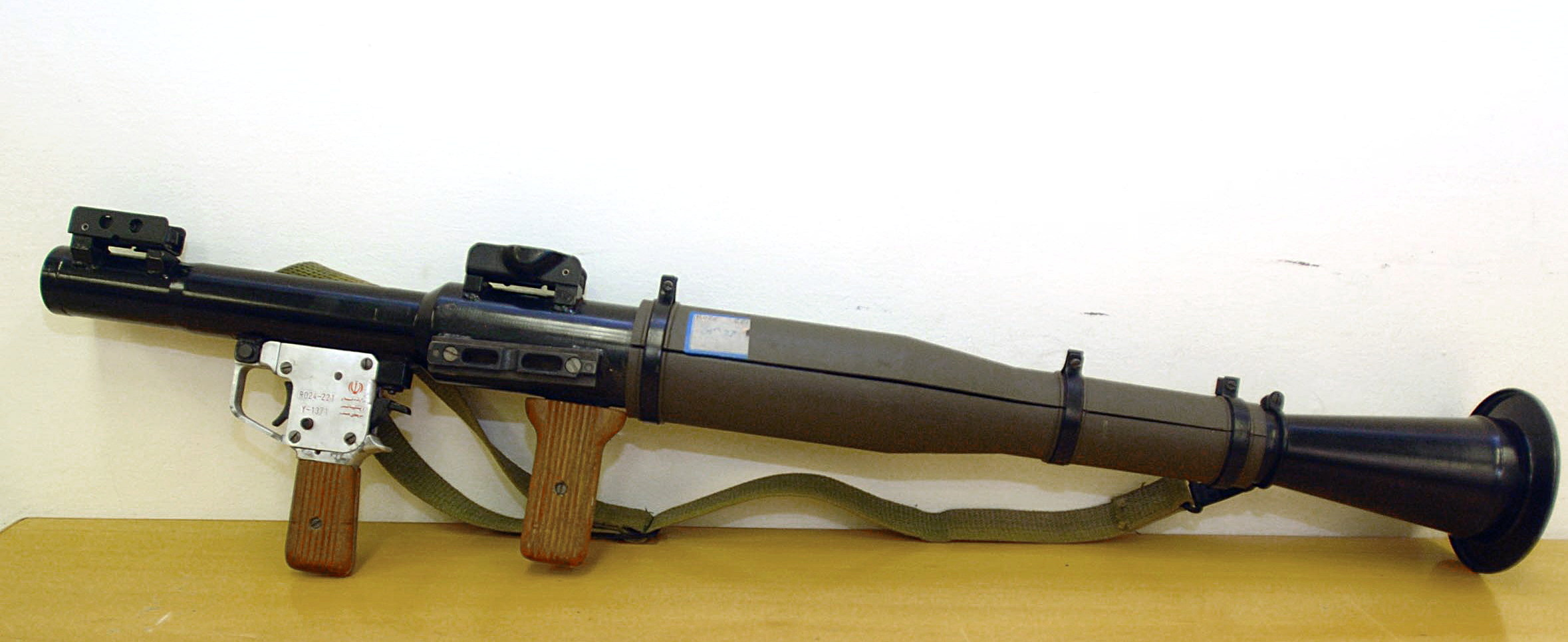
伊朗版本的RPG-7

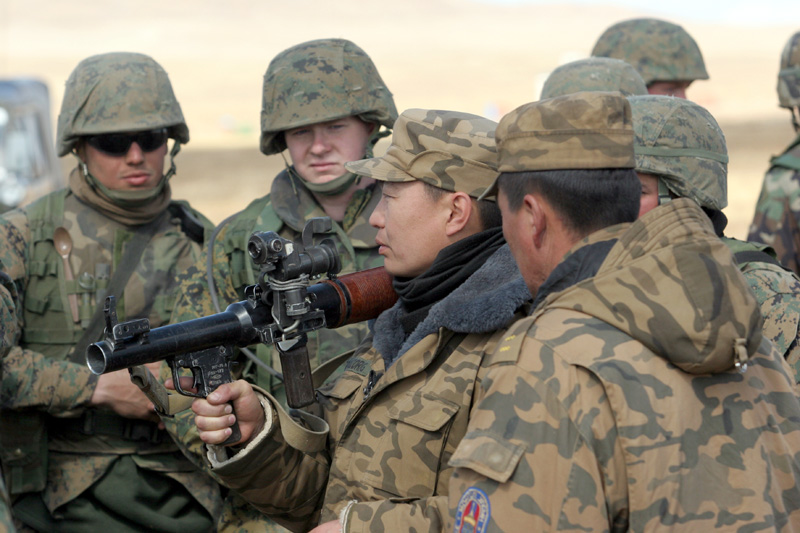
蒙古士兵指導美國士兵使用RPG-7

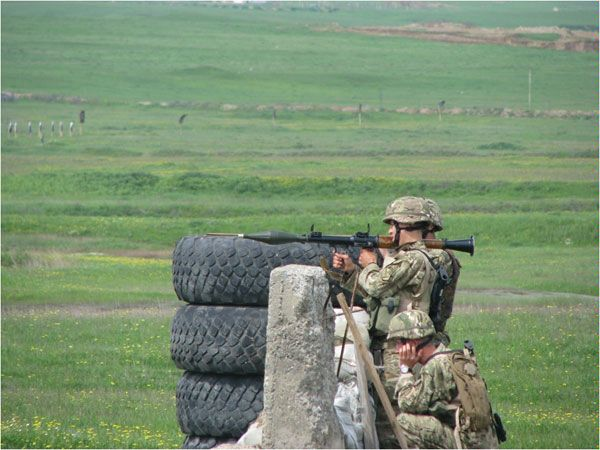
使用RPG-7進行實彈訓練的格魯吉亞士兵

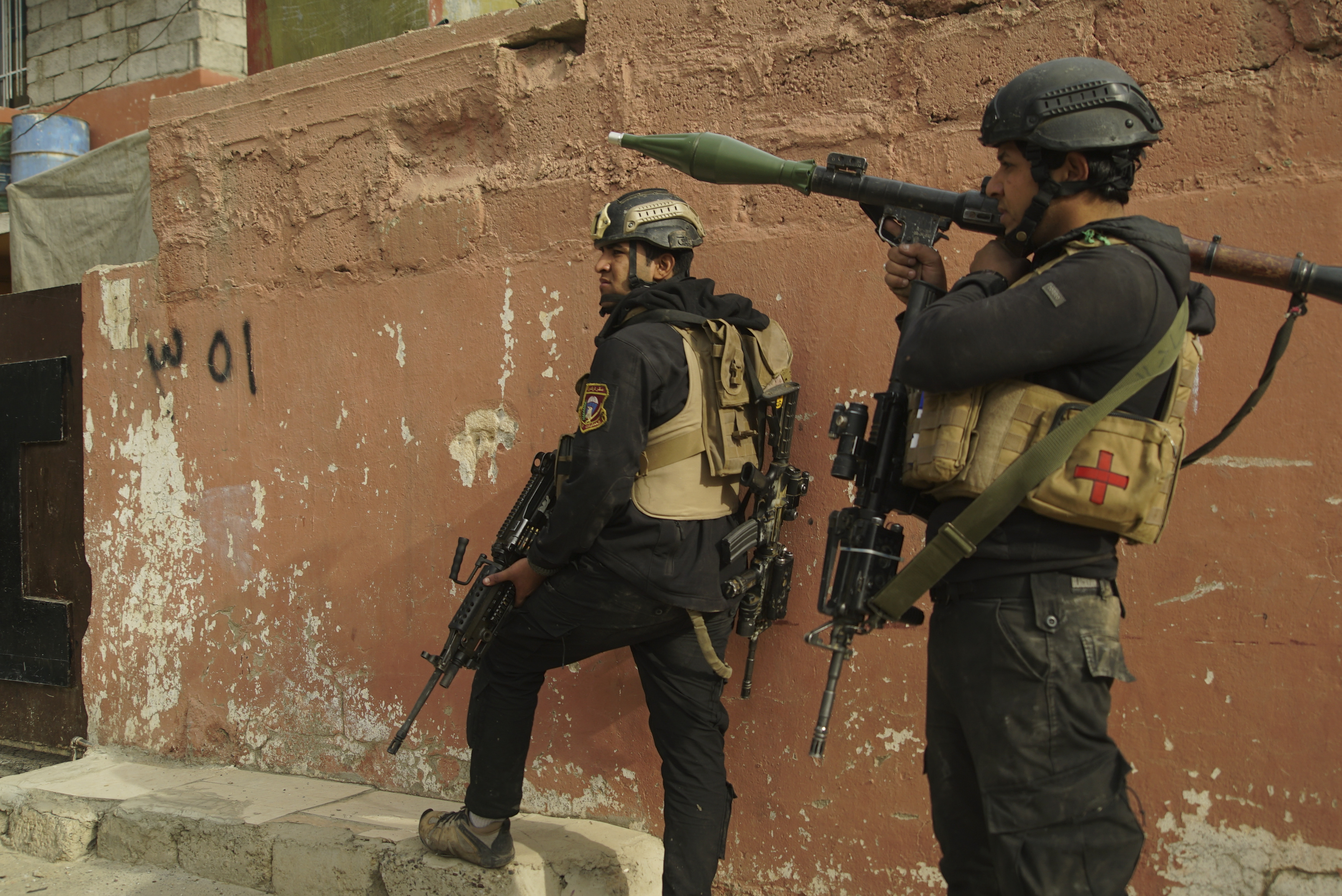
摩蘇爾之戰中使用RPG-7的伊拉克特種作戰部隊幹員

- 阿布哈茲：繼承自前蘇聯。
- 阿富汗伊斯蘭酋長國[2]
- 阿尔巴尼亚：包括當地生產型“TIP-57”。
- 阿尔及利亚[2]
- 安哥拉[2]
- 亞美尼亞[2]：繼承自前蘇聯。
- [2]：繼承自前蘇聯。
- 白俄羅斯[2]：繼承自前蘇聯。
- [2]
- [2]
- 保加利亚：由阿森納公司生產，命名為“ATGL-L”。
- 布吉納法索
- 柬埔寨[2]
- 喀麦隆
- [2]
- 中非[2]
- [2]
- 哥伦比亚
- 刚果共和国[2]
- [2]
- 古巴[2]
- 賽普勒斯[2]
- 捷克[2]
- 刚果民主共和国[2]
- [2]
- 埃及：包括未經授權的當地生產型“PG-7”[2]。
- 薩爾瓦多
- 赤道几内亚
- [2]
- 爱沙尼亚：繼承自前蘇聯的RPG-7及在恢復獨立後購自中國的69式火箭筒，目前均已退役。
- 斐济
- ：繼承自前蘇聯的RPG-7及由STC Delta生產的版本“RPG-7D”[7]。
- 德国：繼承自前東德政府。
- [2]
- 希腊[8]
- 几内亚[2]
- [2]
- 匈牙利[9]
- 印度
- 印度尼西亞
- 伊朗：包括當地生產型“Sageg”[2]。
- 伊拉克：包括當地生產型[2]“Al-Nassira”。
- 伊拉克库尔德斯坦
- 以色列[10]
  - 以色列國防軍
    - 大量從敵方部隊繳獲，目前用作次要的反坦克武器
    - 彈藥於本土生產。
- 日本
  - 防衛省：以測試該武器對各種載具的殺傷力為由少量引進。
- 约旦[2]
- [2]：繼承自前蘇聯。
- [2]：繼承自前蘇聯。
- 科威特
- [2]
- 拉脫維亞[2]：繼承自前蘇聯，目前已退役。
- 黎巴嫩[2]
- 利比里亚
- 利比亞[2]
- 立陶宛[2]：繼承自前蘇聯，目前已退役。
- 马达加斯加[2]
- 马来西亚
- 馬爾地夫
- 馬爾他[2]
- 毛里塔尼亚[2]
- 墨西哥
- 摩尔多瓦[2]：繼承自前蘇聯。
- 蒙古国[2]
- 蒙特內哥羅
- 摩洛哥[2]
- 緬甸：包括當地仿製型“MA-10”。
- 阿尔察赫共和国：繼承自前蘇聯。
- 纳米比亚
- 尼加拉瓜[2]
- 奈及利亞：由尼日利亞國防工業公司授權生產[2]。
- ：包括當地生產型，命名為“68式7號發射管”[2]。
- 北馬其頓[2]
- 阿曼
- 巴勒斯坦民族权力机构
- 巴基斯坦：由巴基斯坦機器工廠授權生產[2]。
- 中华人民共和国：由中國北方工業公司生產未經授權的仿製型，命名為“69式火箭筒”。[11]
- 秘魯
- 菲律賓
- 波蘭：當地生產[2]。
- 羅馬尼亞：當地生產，命名為“AG-7”[2][6]
- 俄羅斯[2]：繼承自前蘇聯的RPG-7及獨立後研發的新型號。
  - 俄羅斯聯邦武裝力量
  - 俄羅斯聯邦內務部
  - 俄羅斯聯邦國家近衛軍
  - 俄羅斯聯邦安全局
- 卢旺达[2]
- 撒拉威阿拉伯民主共和國
- 聖多美和普林西比[2]
- 沙烏地阿拉伯
- 塞内加尔[2]
- 塞爾維亞
- 塞舌尔[2]
- [2]
- 新加坡
- 斯洛伐克
- 斯洛維尼亞
- [2]
- 索馬利蘭
- 南非[12]
- 南奥塞梯：繼承自前蘇聯。
- 南蘇丹
- 苏丹：包括軍事工業公司生產的仿製型“Sinar”[13]。
- 苏里南
- 叙利亚[2]
- [2]：繼承自前蘇聯。
- 坦桑尼亚
- 泰國
- 多哥[2]
- 德涅斯特河沿岸：繼承自前蘇聯。
- 土耳其[14]
- [2]
- 乌干达
- 乌克兰：繼承自前蘇聯的RPG-7及當地生產型[2]。
- 美国：包括由Airtronic USA未經授權生產的現代版本。
  - 美國武裝部隊：用於武器識別訓練及假想敵部隊。
    - 美國特種作戰司令部
- 乌拉圭
- [2]：繼承自前蘇聯。
- 委內瑞拉[15]
- 越南：以“B41”的名義採用[2]。
- 葉門[2]
- 尚比亞[2]
- 辛巴威[2]

### 前使用國
- 阿富汗伊斯兰共和国
- 伊奇克里亞車臣共和國：繼承自前蘇聯。
- 捷克斯洛伐克社會主義共和國：包括當地生產型。
- 东德：包括當地生產型。
- 顿涅茨克人民共和国
- 大阿拉伯利比亚人民社会主义民众国
- 卢甘斯克人民共和国
- 羅德西亞：使用繳獲品。
- 苏联：蘇聯解體後由各前成員國繼承。
- 越南共和国：越戰期間使用繳獲品。
- 南斯拉夫

### 非國家團體武裝勢力的採用
- 蓋達組織
- 塔利班
- 車臣武裝軍
- 真主黨
- 巴勒斯坦解放組織
- 哈馬斯
- 伊拉克和沙姆伊斯蘭國[16]
- 敘利亞自由軍
- 青年黨 (索馬利亞)
- 博科聖地
- 索馬利亞海盜
- 愛爾蘭共和軍
- 非洲軍閥勢力
- 贩毒集团

## 流行文化
基於其在現實中的普及性，RPG-7也出現在大量影視作品當中。
註：下面只會列出一些作品中登場的原版RPG-7或少數衍生型，並不包括69式火箭筒。

### 電影
- 2001年—：廣泛地由索馬里民兵所使用，並成功擊落兩架美軍黑鷹直升機。
- 2005年—：部份裝有PGO-7瞄準鏡，由蘇聯士兵和阿富汗聖戰者雙方所使用。
- 2005年—《軍火之王》：為尤里·奥洛夫（尼古拉斯·凱奇飾演）所出售的軍火之一。
- 2007年—：在沙漠追逐情節中由恐怖份子所使用。
- 2009年—：由巴恩斯（凡夫俗子飾演）在阻止馬可仕·萊特和貝蕾爾·威廉斯逃走期間所使用。
- 2011年—：由山姆·奇德斯（傑拉德·巴特勒飾演）、聖主抵抗軍成員和蘇丹人民解放軍士兵所使用。
- 2012年—《穿越火線》：由俄軍士兵和格魯吉亞軍士兵所使用。
- 2013年—：改良至類似於Airtronic公司生產的現代化版本，由美國總統詹姆斯·索耶（傑米·福克斯飾演）所使用。
- 2016年—：由攻擊美國大使館的民兵所使用。
- 2017年—《戰狼2》：由冷鋒（吳京飾演）、政府軍士兵和叛軍所使用。
- 2018年—《紅海行動》：由中國人民解放軍海軍蛟龍突擊隊幹員和叛軍所使用。
- 2018年—：由班·米洛上士（崔凡特·羅德（英语：Trevante Rhodes）飾演）、北方聯盟和塔利班戰士所使用。

### 電視劇
- 《極限權利》系列
- 《殺戮一代》：由伊拉克叛軍所使用。
- 系列
- 系列
- 《海豹突擊隊》系列

### 電子遊戲
註：在許多遊戲中，製作人員常常會忽略了玩家角色在為RPG-7裝填後需要拉下擊鎚的細節。
- 《俠盜獵車手》系列：命名為“火箭發射器”。
- 系列
- 2002年—《美國陸軍》
- 2004年—：為北越軍反坦克兵專屬武器，裝有PGO-7瞄準鏡。
- 2004年—：裝有PGO-7瞄準鏡。
- 2005年—《真實計劃》：為俄軍、波蘭軍、中東聯盟、自由敘利亞軍、哈瑪斯和塔利班陣營武器，俄軍陣營可裝上PGO-7瞄準鏡。
- 2005年—《2》：裝有PGO-7瞄準鏡，為叛軍及叛亂份子陣營專屬武器。
- 2006年—：薩拉尼人民解放軍專屬武器。
- 2007年—《戰地之王》：裝有PGO-7瞄準鏡。
- 2007年—：裝有PGO-7瞄準鏡。
- 2007年—《Online》：命名為“RPG-7”。
- 2007年—及重製版：命名為“RPG-7”，戰役模式中由中東某國叛軍、俄羅斯極端民族主義黨武裝份子和俄羅斯政府軍所使用。聯機模式時可被所有陣營使用。
- 2008年—《2》：奇怪地金屬瞄具安裝在左側。
- 2008年—：裝有PGO-7瞄準鏡，為俄軍爆破兵專屬武器。
- 2009年—《2》及重製版：命名為“RPG-7”，戰役模式中由俄羅斯極端民族主義黨武裝力量、阿富汗叛軍和巴西武裝團匪所使用。聯機模式時可被所有陣營使用。
- 2009年—《2》
- 2010年—《2》：命名為“RPG-7 AT”，裝有PGO-7瞄準鏡，為俄軍工程兵專屬武器。
  - 没加裝瞄準鏡的版本在越戰資料片中為美軍和北越軍雙方工程兵專屬武器。
- 2010年—：裝有PGO-7瞄準鏡。
- 2010年—《007黄金眼（英语：GoldenEye 007 (2010 video game)）》：命名為“MJR-409”。
- 2010年—《榮譽勳章》：命名為“RPG”。單人模式中裝有PGO-7瞄準鏡，由塔利班和車臣志願軍所使用。聯機模式時為塔利班（後來更名為OPFOR）特戰兵專屬武器。
- 2010年—：命名為“RPG”，戰役模式中由蘇軍、古巴革命武裝部隊、北越軍和越南南方民族解放陣線所使用。聯機模式時可被所有陣營使用。
- 2011年—《3》：命名為“RPG-7V2”，單人模式中由人民解放及抵抗軍、俄羅斯空降軍及卡法羅夫的僱傭兵所使用。聯機模式時為俄軍工程兵專屬武器。
- 2011年—《3》
- 2011年—《3》：命名為“RPG-7”，戰役模式中由俄羅斯極端民族主義黨武裝力量、“同心圈”恐怖組織和非洲民兵所使用。聯機模式時可被所有陣營使用。生存模式中可透過在裝備庫購買使用。
- 2012年—《II》：登場型號為Airtronic PSRL-1（2025年關卡）及RPG-7（1980年代關卡），前者命名為“RPG”，後者命名為“RPG-7”。戰役模式中由大部份敵軍勢力所使用，也能夠讓玩家角色裝備。Airtronic PSRL-1在聯機模式時可由所有陣營使用。
- 2012年—：命名為“RPG-7”，裝有PGO-7瞄準鏡。
- 2012年—《3》：除了玩家能夠使用外也普遍地由敵方的RPG士兵所使用。
- 2012年—：在單人模式中由敵方部隊所使用，玩家無法在不“作弊”的情況下使用。
- 2013年—：為遊戲內殺傷力最高的武器。重新裝填後玩家角色會正確的拉下擊鎚。
- 2014年—《叛亂（英语：Insurgency (video game)）》：叛軍陣營“打擊者”專屬武器。
- 2014年—《4》：命名為“RPG-7V2”，重新裝填後玩家角色會正確的拉下擊鎚。在單人模式中由俄羅斯聯邦武裝力量所使用，也能夠讓玩家角色丹尼爾·雷克所使用。聯機模式時為所有陣營工程兵專屬武器。
- 2014年—《4》：除了玩家能夠使用外也普遍地由敵方的RPG士兵所使用。
- 2015年—：命名為“RPG-7V2”，在聯機模式中以戰鬥拾取武器之姿登場，也可透過使用“武裝升級”從車輛的車尾箱內取出。
- 2015年—《戰術小隊》：RPG-7V2為俄羅斯陸軍、叛軍和民兵陣營輕型及重型反坦克兵專屬武器，重新裝填後玩家角色會正確的拉下擊鎚。俄軍使用的版本裝有PGO-7V瞄準鏡。
- 2018年—《叛亂：沙漠風暴》：叛軍陣營專屬武器。
- 2018年—《5》：有現代版本和普通版本，重新裝填後玩家角色會正確的拉下擊鎚。除了玩家能夠使用外也普遍地由“伊甸之門”的成員所使用。在“黑暗小時”資料片中由越共游擊隊所使用。
  - “Big Farma”衍生型為鏟子發射器。
- 2019年—：以生銹武器之姿登場，除了玩家能夠使用外也普遍地由“攔路強盜”的成員所使用。被歸類為“第1級”武器。
- 2019年—：命名為“RPG-7”，重新裝填後玩家角色會正確的拉下擊鎚。戰役模式中由烏茲克斯坦解放軍、阿蓋塔拉恐怖組織和巴可夫將軍屬下的俄軍部隊所使用；特戰模式中由阿蓋塔拉恐怖組織所使用。聯機模式時作為解鎖武器登場，並可由所有陣營使用。
- 2020年—《和平精英》：命名为“ RPG-7火箭筒”，可于“火力对决”和“火力团竞，团队竞技：“仓库”中取得。
- 2020年—《決勝時刻：黑色行動冷戰》：命名為“RPG-7”。
- 2021年—《戰地風雲2042》：作為戰地風雲入口的武器登場。
- 2022年—《決勝時刻：現代戰爭II 2022》：命名為“RPG-7”。
- 2023年—《蔚藍檔案》：秋泉紅葉的固有武器「圖書館使用規定第7號」原型。
- 2024年—《浩劫殺陣2：車諾比之心》：命名為「RPG-7U」。

### 動畫
- 《攻殼機動隊》
- 《企業傭兵》：在第一、二季和OVA中皆有登場，由萊薇、“莫斯科酒店”成員、巴勒斯坦解放組織及羅阿那普拉的賞金獵人所使用。
- 《驚爆危機！The Second Raid》：由恐怖份子和游擊隊員所使用。
- 《魔法少女小圓》：於第十二話由曉美焰大量召喚出以對付魔女之夜。
- 《軍火女王》：於第一季第六話中被烏戈用以摧毀索馬里海盗的快艇。
- 《劇場版》：由東南亞聯盟反政府游擊隊所使用。
- 《黑之宣告》：由國家人民軍士兵攻擊BETA時所使用。

### 輕小說
- 2014年—《刀劍神域外傳Gun Gale Online》：由遊戲測試中的“新型AI”哈珊和PORL小隊所使用。

## 外部連結
- http://www.bazalt.ru/（页面存档备份，存于） 生產商網站
- Countering the RPG threat
- RPG a Weapon's Profile - Defense Update
- How Stuff Works - RPG(7)（页面存档备份，存于）
- RPG-7 analysis and user´s manual（页面存档备份，存于）
- Modern Firearms: RPG-7
- Ultimate Weapons Rpg 7 Military Channel（页面存档备份，存于） on Youtube

Template:現代烏克蘭軍隊武器及彈藥
Template:第比利斯航空製造廠